# Vahida Ramujkic
Vahida Ramujkic (Belgrad, 1973) és una artista resident a Hangar, Barcelona, des del 2002. El seu treball es desenvolupa en col·laboració amb Laia Sadurní. Juntes han exposat "Poble Now" a Can Felipa de Barcelona. El 2003 van presentar el llibre Guia d'escultures de Barcelona i el festival OVNI va mostrar un dels seus vídeos.
Vahida Ramujkic, junt amb Rotorrr, un col·lectiu fundat el 2001, ha iniciat i participat en una sèrie d'experiments per a la generació d'eines i espais per a la interacció social, l'autoorganització i la generació de comunitats. Les seves exploracions involucren tecnologies i metodologies com ara assignacions, jocs de col·laboració, manuals, guies i excursions. Ramujkic també ha completant una investigació a llarg termini en relació amb la burocràcia de les polítiques d'immigració de la Unió Europea.